# Bern (Kansas)
Bern és una població dels Estats Units a l'estat de Kansas. Segons el cens del 2000 tenia 204 habitants.

## Demografia
Segons el cens del 2000, Bern tenia 204 habitants, 86 habitatges, i 55 famílies. La densitat de població era de 291,7 habitants per km².
Per edats la població es repartia de la següent manera: un 27,5% tenia menys de 18 anys, un 6,4% entre 18 i 24, un 26% entre 25 i 44, un 21,6% de 45 a 60 i un 18,6% 65 anys o més.
L'edat mediana era de 40 anys. Per cada 100 dones de 18 o més anys hi havia 85 homes.
La renda mediana per habitatge era de 40.417 $ i la renda mediana per família de 49.000 $. Els homes tenien una renda mediana de 34.063 $ mentre que les dones 21.563 $. La renda per capita de la població era de 16.254 $. Entorn del 7,4% de les famílies i el 7,1% de la població estaven per davall del llindar de pobresa.

## Poblacions més properes
El següent diagrama mostra les poblacions més properes.